# Indexnummer (EU)
Die Indexnummer ist ein Identifikator der Europäischen Union für einen bestimmten Gefahrstoff. Die Liste der Indexnummern wurde ursprünglich im Anhang I zur Richtlinie 67/548/EWG aufgeführt, inzwischen ist sie in Anhang VI der Verordnung (EG) Nr. 1272/2008 (CLP). Sie wird regelmäßig an den technischen Fortschritt angepasst.
Die Indexnummer ist von der EG-Nummer zu unterscheiden.

## Struktur
Die Indexnummer der einzelnen Stoffe besteht aus einer Zeichensequenz nach dem Muster ABC-RST-VW-Y.
- ABC identifiziert das Element bzw. die organischen Gruppe, das bzw. die für die Eigenschaften des Stoffes am kennzeichnendsten ist. Für Elemente wird deren Ordnungszahl verwendet, Organische Stoffe werden aufgrund ihrer Vielfältigkeit in Klassen zusammengefasst, wobei jede Klasse eine Nummer bekommt.
- RST ist die laufende Nummer des Stoffes in der ABC-Reihe.
- VW gibt die Form an, in der der Stoff hergestellt oder in den Verkehr gebracht wird.
- Y ist die Kontrollziffer, die nach der zehnstelligen ISBN-Methode berechnet wird.

## Format mit Beispielen
Die ersten drei Stellen ABC bis zur 82 geben die Ordnungszahl des die Gefahr bestimmenden Elements an. So finden sich bei „007“ (Stickstoff)
007-008-00-3 Hydrazin
007-010-00-4 Natriumnitrit
007-011-00-X Kaliumnitrit
Die nächsten drei Stellen RST sind laufende Nummern innerhalb der führenden drei Ziffern, sie sind in der zufälligen zeitlichen Reihenfolge vergeben worden, wie diese Gefahrstoffe in die Liste aufgenommen wurden. Infolge zwischenzeitlicher Änderungen ist diese Nummernfolge unvollständig. Weiteres Zufallsbeispiel vom Schwefel:
016-023-00-4 Dimethylsulfat
Die beiden folgenden Stellen VW werden verwendet, um „nahe Verwandte“ voneinander zu unterschieden, die ansonsten in den ersten 6 Stellen gleich sind. Das kommt selten vor und betrifft neben der „00“ zumeist nur die „01“. Hierzu das Beispiel
017-002-00-2 Chlorwasserstoff (Gas)
017-002-01-X Salzsäure
Die letzte Ziffer schließlich Y ist eine Prüfziffer (nach dem Modulo-11-Verfahren).
Die anorganischen Gefahrstoffe enden mit den Bleiverbindungen:
082-002-00-1 Bleialkyle

## Organische Stoffe
Wegen der großen Zahl organischer Verbindungen ist die führende 006 nur den anorganischen Gefahrstoffen mit Kohlenstoff zugeordnet; für die Gefahrstoffe aus der organischen Chemie werden die Zahlen von 601 bis 617 verwendet und bestimmten Stoffgruppen zugeordnet, wie aus den folgenden Beispielen ersichtlich:
601-017-00-1 Cyclohexan
602-011-00-1 Dichlorethan
603-054-00-9 Dibutylether
604-001-00-2 Phenol
605-016-00-7 Glyoxal
606-001-00-8 Aceton
607-003-00-1 Chloressigsäure
608-003-00-4 Acrylnitril
609-015-00-2 4-Nitrophenol
610-009-00-7 2-Chlor-4-nitroanilin
611-008-00-4 4-Aminoazobenzol
612-004-00-5 Triethylamin
613-001-00-1 Ethylenimin
614-005-00-6 Colchicin
615-003-00-8 Thiocyansäure
616-001-00-X Dimethylformamid
617-001-00-2 Di-tert-butylperoxid
Sonderfälle sind organisiert wie nachstehend ersichtlich:
647-010-00-7 Trypsin
648 Zwischenprodukte aus der Erdöldestillation
649 Zwischenprodukte aus der Erdöldestillation
650-007-00-3 Chlordimeform (ISO)
Insgesamt könnte man sagen:
- 601 Kohlenwasserstoffe
- 602 Halogenkohlenwasserstoffe
- 603 Alkohole und ihre Derivate
- 604 Phenole und ihre Derivate
- 605 Aldehyde und ihre Derivate
- 606 Ketone und ihre Derivate
- 607 Organische Säuren und ihre Derivate
- 608 Nitrile
- 609 Nitroverbindungen
- 610 Chlornitroverbindungen
- 611 Azoxy- und Azoverbindungen
- 612 Aminoverbindungen
- 613 Heterocyclische Basen und ihre Derivate
- 614 Glycoside und Alkaloide
- 615 Cyanate und Isocyanate
- 616 Amide und ihre Derivate
- 617 Organische Peroxide
- 647 Enzyme
- 648 Aus Kohle abgeleitete komplexe Stoffe
- 649 Aus Erdöl abgeleitete komplexe Stoffe
- 650 Verschiedene Stoffe